# Teresa Rovira i Comas
Teresa Rovira i Comas (Barcelona, 13 de diciembre de 1918-23 de septiembre de 2014) fue una bibliotecaria catalana, hija de Antoni Rovira y Virgili.

## Biografía

### Primeros años
Teresa Rovira nació en Barcelona el 13 de diciembre de 1918, hija mayor del escritor, historiador y político Antoni Rovira y Virgili. Estudió en la Mutua Escolar Blanquerna bajo la dirección de Alexandre Galí. Ya de muy pequeña era una gran lectora y entre sus primeros autores encontramos Lola Anglada, en Josep Carnero o Dolors Monserda. Con 15 años, en junio de 1936, ingresó en la Escuela de Bibliotecarias pero tuvo que interrumpir los estudios por el inicio de la guerra, en julio de 1936. En 1939 se exilió a Francia con su familia, mientras que la biblioteca de su casa, con todos los libros de su padre, fue confiscada y no se recuperaría hasta pasados más de setenta años con el regreso de una parte de los papeles de Salamanca.

### Exilio en Francia
En 1944 se licenció en Letras (Historia y Geografía) por la Universidad de Montpellier. En Montpellier conoció al amigo y colaborador del presidente Josep Irla Felip Calvet, con quien en 1946 se casó en Andorra, el único lugar donde entonces se podía celebrar la ceremonia en catalán. La pareja se instaló en Perpiñán, donde las actividades comerciales de Calvet se centraron en una pequeña fábrica de tapones para champán y vino sin dejar de colaborar en los asuntos empresariales y políticos con Josep Irla. En el curso 1951-1952 fue lectora de castellano en el Lycée de Jeunes Hijas, de Perpiñán. Aun así, las visitas a Barcelona cada vez se hicieron más frecuentes hasta el punto que Teresa Rovira acabó sus estudios de bibliotecaria el curso 1949-1950 y obtuvo en 1953 una plaza de bibliotecaria a la Biblioteca Popular de Esparreguera, donde se estableció con su hijo. Felip Calvet se quedó en la Champaña, sin pasaporte y los visitaba mensualmente.

### Regreso a Cataluña
El matrimonio regresó finalmente del exilio en 1958, momento en que Rovira pasó en la Biblioteca de Cataluña (llamada entonces Biblioteca Central) y allí empezó a trabajar con el fondo de libros infantiles que Jordi Rubió —donde fue director hasta enero de 1939— había recogido para la Biblioteca de Cataluña y que se guardaba en el fondo histórico de la Biblioteca Infantil de la Santa Cruz. Es en este momento cuando empieza a establecer la bibliografía del libro infantil en catalán y, a partir de entonces, se dedicó a la investigación de la literatura infantil y juvenil catalana.
Con la bibliotecaria Carme Ribé propusieron la creación de una biblioteca piloto junto a la Escuela de Bibliotecarias, idea que acabaría materializándose con el nacimiento de las bibliotecas de Sant Pau y de la Santa Creu. En 1973 se licenció en Letras por la Universidad de Barcelona. De 1971 a 1981 dirigió la Biblioteca Popular de Santa Pau y, de 1981 a 1983, fue jefa de la red de bibliotecas populares de la Diputación de Barcelona.
En 1986 Max Cahner retomó la publicación de la Revista de Cataluña para dar continuidad a la publicación fundada por Antoni Rovira i Virgili en 1948. Teresa Rovira formó parte de la Fundació Revista de Catalunya aportando conocimiento, experiencia y la continuidad. Murió, ya jubilada, en 2014.

## Muestra de libros que acompañaron a Teresa Rovira
Teresa Rovira, en sus estancias en Tarragona, y especialmente durante su juventud,  recuerda como la Biblioteca Popular de Tarragona (1926-1962),  sus libros la cautivaron; leía muchos libros y comenzaba precozmente lo que leían los grandes. Recuerda como en la Escuela Blanquerna recitaban de memoria versos de Joan Maragall, Joan Alcover, Joan Maria Guasch, Maria Antònia Salvà, Josep M. de Sagarra; también Josep Maria López-Picó les habló de sus epigramas. 
Durante los veranos en Tarragona leía novelas de Dolors Monserdà y de Narciso Oller o el teatro de Ignasi Iglésias. Recuerda como La Selecta de Lecturas de Artur Martorell era el maná diario. Después se animó con las lecturas de la colección A tot Vent. Pero la primera novela que leyó con solo 10 años fue Maria Glòria de Dolors Monserdà. Su padre lo alentaba y solo recuerda que le prohibió el libro Yo! de Prudenci Bertrana diciendo que ya lo leería más adelante.
No mucho más tarde, el estallido de la guerra y el exilio truncaron la placidez de las lecturas y el 19 de julio de 1936 la sorprendieron las llamaradas del convento de Santa Clara, entre la Rambla Vella y el Balcó del Mediterrani. Marcharon a Barcelona y, en 1939, hacia el exilio. Pocos días después, entraron y confiscaron la biblioteca de su padre al barrio de Huerta y se llevaron todos los libros. Parte de esta biblioteca estaba catalogada por Teresa durante sus primeras prácticas de la Escuela de Bibliotecarias. Solo al cabo de muchos años, en 2012, se recuperó una parte de la biblioteca de su padre, con el regreso de los papeles de Salamanca. Entre estos libros recuperados se encuentra Maria Glòria, recuperada porque había puesto su nombre. 
A continuación figuran algunos de estos libros que muy posiblemente leyó en la Biblioteca Popular de Tarragona, algunos manuales que utilizó en sus estudios y también una muestra de los recuperados de la biblioteca de su padre. Todos ellos muy cercanos a Teresa Rovira.

### Galería de libros
- Juan Francisco Albiñana y de Borrás y Andrés de Bofarull y Brocá. Tarragona monumental o sea descripción histórica y artística de todos sus antigüedades y monumentos celtas y romanos. Tarragona : Imp. de Arios y Jurnet, 1849
- Joan Alcover y Maspons. Poesías. Barcelona : Ilustració Catalana, 1926
- Lola Anglada. En Peret. Con ilustraciones de la autora. Barcelona : Imprenta Altés, [1926?]
- Prudenci Bertrana. Yo!: memorias de un médico filósofo. Barcelona : Librería Catalònia, [193-?]. (Biblioteca Universo ; 28)
- Josep Carnero. La inútil ofrenda. Barcelona : Ed. Catalana, 1924. (Biblioteca literaria ; 77)
- Josep Carnero. La palabra en el viento. [S.l.] : [S.n.], 1914
- Josep Carnero. La palabra en el viento. Fotografía de la avantportada del libro con dedicatoria del autor para Antoni Rovira y Virgilio
- Josep Carnero. Poesía, 1957. Prólogo de Marià Manent. Barcelona : Editorial Selecta, 1957
- Clasificación Decimal de Bruselas: adaptación para las bibliotecas populares de la Mancomunidad de Cataluña. A cargo de Jordi Rubió y Balaguer. Barcelona : Imprenta Casa de Caridad, 1920
- Josep Maria Folch y Torres. La sortija perdida: novela. Ilustrada por J. Junceda. Barcelona : Josep Bagunyà, 1934. (Biblioteca "Patufet")
- Josep Maria Folch y Torres. La falta de Julián: cuento. 2.ª ed. Barcelona : Imprenta Elzeviriana y Librería Camino, [1922]
- Josep Maria Folch y Torres. Liseta de Constans o Las astucias de en Fidel Delfí. Con ilustraciones de en Joan Junceda. Barcelona : Josep Bagunyà, [1923]
- Àngel Guimerà. Tierra baja. Barcelona : Imprenta J. Sabater Bros, 1947
- Ignasi Iglésias y Pujadas. La señora Mariquita ; El hogar apagado. Barcelona : Mentora, 1927
- C.A. Jordana. La sortija del nibelung. Ilustraciones de Joan Llaverias. Barcelona : Diana, 1926
- Jordi de Sant Jordi. Jordi de Sant Jordi, poesías. Estudio crítico y edición de Martí de Riquer. Barcelona : Librería Catalònia, 1935
- J.M. López-Picó. Museo. Barcelona : Imprenta Altés, 1934
- J.M. López-Picó. Variaciones líricas. Premio Folguera 1934. Barcelona : Rosa de los Vientos, 1934
- Joan Maragall y Gorina. Poesías. Barcelona : Sala Parara Librería, 1929 (Obras completas de Joan Maragall ; 1)
- Dolors Monserdà de Macià. Maria Glòria: novela de costumbres barcelonesas. 2.ª ed. Barcelona : Políglota, 1928
- Dolors Monserdà de Macià. La familia Asparó. 3.ª ed. Mataró : Imprenta Minerva, 1929
- Narciso Oller y Moragas. La locura. Barcelona : Las Alas Extendidas, 1929 (Colección popular de Las Alas Extendidas ; 14)
- Narciso Oller y Moragas. La locura. Fotografía de la avantportada del libro con el nombre de Teresa Rovira escrito a mano
- Narciso Oller y Moragas. La fiebre de oro. Barcelona : La Ilustració Catalana, 1890
- Narciso Oller y Moragas. Pilar Delgado. Barcelona. Editorial Selecta, 1906 (Biblioteca Selecta ; 13)
- Carles Orilla. Los márgenes: 1920-1926. Barcelona : Publicaciones de "La Revista", 1927
- Carles Orilla. Los márgenes. Fotografía de la avantportada del libro con dedicatoria del autor para Antoni Rovira y Virgilio
- Carles Orilla. Prosas elegidas: narraciones, crítica, traducciones. Barcelona : Editorial Barcino, 1934. (Antología ; 8)
- Mercè Rodoreda y Gurguí. Aloma. Barcelona : Institución de las Letras Catalanas, 1938
- Mercè Rodoreda. Aloma. Fotografía de la avantportada del libro con dedicatoria de la autora para Antoni Rovira y Virgilio
- Antoni Rovira y Virgilio. Gramática elemental de la lengua catalana. Barcelona : Antoni López y Llausàs, 1916
- Antoni Rovira y Virgilio. Teatro de la natura : paisajes y marinas, botánica y zoología. Sabadell : L.M., 1928
- Jorge Rubió. Cómo se organiza y cataloga una biblioteca. Barcelona : Cámara Oficial del Libro de Barcelona, 1932
- Carles Soldevila. Tres comedias. Barcelona : Editorial Catalana, 1927
- Robert L. Stewenson. La isla [sic] del tesoro. Traducción de Joan Arús. Ilustraciones de Yorik. Barcelona : Mentora, [19--?

## Publicaciones
Dos libros suyos han sido verdaderos referentes en el campo bibliotecario: uno es Bibliografía histórica del libro infantil en catalán (Madrid: ANABAD, 1972), en colaboración con Carme Ribé; el otro, Organización de una biblioteca: escolar, popular o infantil (Barcelona: Ed. 62, 1981), en colaboración con Concepció Carreras y Concepció Martínez. Realizó conjuntamente con su marido, Felip Calvet, la Bibliografía de Antoni Rovira i Virgilii (1905-1939), hoy inédita.
También escribió artículos sobre literatura infantil para la Gran Enciclopèdia Catalana, en la Historia de la literatura catalana (Orbis y Ed. 64, 1984) y en el Diccionario de Literatura Catalana (1970, 1979), así como el volumen dedicado a la «Literatura infantil y juvenil» (Barcelona: Ariel, 1988) de la Historia de la literatura catalana de Riquer-Comas-Molas (volumen 11), estudios que ya había sistematizado a su tesina nunca publicada Novecentismo y literatura infantil (1973).
Fue miembro del jurado del Premio de Honor de las Letras Catalanas, de la Junta Consultiva de Òmnium Cultural y alma de la Revista de Cataluña, fundada por su padre en 1924.

## Premios y reconocimientos
En 1970 fue distinguida con el premio Ramon d'Alòs-Moner, que otorga el Instituto de Estudios Catalanes, por la Bibliografía de Antoni Rovira i Virgili (1905-1939), realizada con su marido. También la Bibliografía histórica del libro infantil en catalán, elaborada con Carme Ribé, obtuvo el premio Nacional de Investigación de Libros Infantiles y Juveniles.
En 2002 recibió la Creu de Sant Jordi «por su muy remarcable tarea en el ámbito del libro infantil y juvenil, singularmente en lengua catalana, al cual ha dedicado una serie de trabajos donde son especialmente notorios el sentido del trabajo muy hecho y la voluntad de servicio en Cataluña». En 2003 fue nombrada Hija Adoptiva de Sant Feliu de Guíxols, de donde era natural su marido Felip Calvet Costa, que en el mismo acto fue nombrado Hijo Predilecto a título póstumo. Recibió el premio Aurora Díaz Plaja de Literatura Infantil y Juvenil de 2008 por «El libro para niños y adolescentes. De los orígenes a la derrota» dentro del patrimonio de la imaginación: libros de ayer para lectores de hoy (Palma: Instituto de Estudios Baleáricos, 2007).
El Servicio de Bibliotecas de la Generalidad de Cataluña creó en 2013 un premio a la innovación en las bibliotecas públicas que traía su nombre. El premio tendrá una periodicidad anual.